# Kanton Breil-sur-Roya
Der Kanton Breil-sur-Roya war von 1860 bis 2015 ein französischer Wahlkreis im Arrondissement Nizza, im Département Alpes-Maritimes und in der Region Provence-Alpes-Côte d’Azur. Hauptort (frz.: chef-lieu) war Breil-sur-Roya.
Der Kanton war 217,70 km² groß und hatte 3179 Einwohner (Stand 2012).

## Gemeinden
| Gemeinde       | Einwohner (Stand: 2022) | Code postal | Code Insee |
| -------------- | ----------------------- | ----------- | ---------- |
| Breil-sur-Roya | 2292                    | 06540       | 06023      |
| Fontan         | 309                     | 06540       | 06062      |
| Saorge         | 432                     | 06540       | 06132      |